# 10865 Телмарубі
10865 Телмарубі (10865 Thelmaruby) — астероїд головного поясу, відкритий 21 вересня 1995 року.
Тіссеранів параметр щодо Юпітера — 3,217.